# Diasemia
Diasemia é um gênero de mariposa pertencente à família Crambidae.